# Clarence Breeveld
Clarence Breeveld sr. (Nieuw-Nickerie, 11 september 1948 – Houten, 6 april 2017) was een Surinaams-Nederlandse docent en musicus.

## Biografie
Breeveld was docent natuurkunde, scheikunde en elektrotechniek van beroep. Sinds zijn vroege jeugd had evenwel ook gitaar en zang zijn passie en trad hij (semi-) professioneel op. Hij begon met optreden op zijn dertiende en trad zowel solo als in verschillende formaties op en bestreek een breed scala aan muziekgenres van gospel en Nederlandstalige kerkmuziek tot bluegrass, country en kaseko. In 1970 vertrok Clarence Breeveld voor studie naar Nederland.  Clarence Breeveld was een fervent musicus (gitaar en zang) en onder respectievelijk de door hem opgerichte  labels The Spotlight" en de Clarence Breeveld Formation  heeft hij meerderen liederen gearrangeerd naar de Surinaamse taal en folklore.
Hij was twintig jaar lang getrouwd met mede-muzikant Hannah Belliot en ze traden voor hun huwelijk op als het muzikale duo Hannah en Clarence.  Na dit huwelijk is hij 5 jaar getrouwd geweest met Diana Patricia Baumgart.
De laatste dertien jaar van zijn leven vormde hij een muzikaal duo met Yvonne van der Wal "Clarence en Yvonne", met wie hij de laatste tien jaar van zijn leven ook getrouwd was.  
Op  12 februari 2017 werd hij tijdens een afscheidsconcert namens president Bouterse door Eugène van der San gedecoreerd tot Commandeur in de Ere-Orde van de Gele Ster voor de waardige wijze waarop hij Suriname in het buitenland, en met name in Nederland, heeft uitgedragen. Hij was toen al ongeneeslijk ziek.
Hij is de broer van Carl Breeveld, politicus Hans Breeveld en acteur Borger Breeveld, en de oom van Manoushka Zeegelaar-Breeveld.
In 2003 maakte hij samen met Frank Zichem de documentaire Katibo Ye Ye, geketend door het verleden waarin hij de reis naliep die zijn voorouders als slaaf hadden afgelegd.

## Wan Famiri
Geertjan Lassche maakte over Clarence en zijn broers Carl, Borger en Hans, en zijn zus Lucia de documentaire Wan Famiri, die in december 2012 uitgezonden is op de Nederlandse televisie. De documentaire vertelt hoe de broers en zus als familie door één deur kunnen, ondanks de onderlinge politieke verschillen. De familie heeft overigens afstand genomen van de documentaire, omdat het eindresultaat te weinig over de familie en te veel over Desi Bouterse en de Decembermoorden zou gaan.